# Remember the Future
Remember the Future è il quarto album in studio del gruppo musicale inglese Nektar, pubblicato nel 1973.

## Tracce
Side 1
1. Remember the Future (Part I) – 16:40

Side 2
1. Remember the Future (Part II) – 19:00

## Formazione
- Roye Albrighton – chitarra, voce
- Allan "Taff" Freeman – tastiera, cori
- Ron Howden – batteria, percussioni, cori
- Derek "Mo" Moore – basso, cori
- Mick Brockett – luci